# Óscar de la Fuente
Óscar de la Fuente (Medina del Campo, 1976) és un actor espanyol. Ha treballat en nombrosos projectes teatrals i cinematogràfics, entre els quals destaquen El buen patrón (2021), dirigida per Fernando León de Aranoa, i La casa (2024), dirigida per Álex Montoya, treballs pels quals ha rebut dues nominacions als Premis Goya.

## Biografia
Nascut a Medina del Campo, va començar a actuar per a obres de teatre aficionat al seu poble als vint anys. Un any després, ingressa a l'Escola d'Art dramàtic de Valladolid, treballant alternativament per a companyies de Castella i Lleó, entre les quals es troba Rayuela Producciones. En 2008 es va traslladar a Madrid, on va continuar formant-se com a actor al Teatro de La Abadía. Ha realitzat diversos cursos: taller de la paraula, màscara expressiva o manipulació de ninots per a televisió i cinema.
En teatre, ha actuat des de 2003 en més de 60 muntatges per a produccions del  Teatro de La Abadía, Centre Dramàtic Nacional, Globe Theater de Londres o para la Compañía Nacional de Teatro Clásico. Los hermanos Karamazov, Los nadadores nocturnos, El público o Billy Elliot, el musical són algunes de les obres en les quals ha participat de la Font. En televisió, ha participat en sèries com La novia gitana (2022), Arde Madrid (2018) o El Marqués (2024).
Quant a produccions cinematogràfiques, ha treballat sota les indicacions de Rodrigo Sorogoyen o Marcel Barrena en pel·lícules com El reino (2018) i El 47 (2024), respectivament. Tanmateix, destaca la seva participació a El buen patrón (2021), de Fernando León de Aranoa, i a La casa (2021), d’ Álex Montoya, per les quals va ser nominat als Premis Goya. Ha rebut, així mateix, una nominació als Premis  Feroz y fue galardonado con el premio Giordano Bruno a la trayectoria teatral.

## Filmografia

### Cinema
| Any  | Pel·lícula                     | Director                  | Notes         |
| ---- | ------------------------------ | ------------------------- | ------------- |
| 2012 | La rosa de nadie               | Ignacio Oliva             |               |
| 2018 | El reino                       | Rodrigo Sorogoyen         |               |
| 2018 | El honor                       | David Planell Serrano     | Curtmetratge  |
| 2019 | Sordo                          | Alfonso Cortés-Cavanillas |               |
| 2019 | El silencio del pantano        | Marc Vigil                |               |
| 2021 | El Cover                       | Secun de la Rosa          |               |
| 2021 | El buen patrón                 | Fernando León de Aranoa   |               |
| 2023 | El alba                        | Fernando Esbec            | Curtmetratge  |
| 2024 | El 47                          | Marcel Barrena            |               |
| 2024 | Joaquín Sabina: Un último vals | Fernando León de Aranoa   | Vídeo musical |
| 2024 | La casa                        | Álex Montoya              |               |

### Televisió
| Any  | Sèrie                              | Creador/director                                              | Notes      |
| ---- | ---------------------------------- | ------------------------------------------------------------- | ---------- |
| 2015 | El Ministerio del Tiempo           | Javier Olivares, Pablo Olivares                               | 2 capítols |
| 2015 | Vis a vis                          | Iván Escobar, Esther Martínez Lobato, Daniel Écija, Álex Pina | 4 capítols |
| 2017 | Servir y proteger                  | Tirso Calero                                                  | 4 capítols |
| 2018 | La catedral del mar                | Jordi Frades                                                  | 3 capítols |
| 2018 | Arde Madrid                        | Anna Rodríguez Costa, Paco León                               | 1 capítol  |
| 2019 | Vota Juan                          | Juan Cavestany, Diego San José                                | Minisèrie  |
| 2019 | 45 revoluciones                    | Ramón Campos, Gema R. Neira                                   |            |
| 2020 | La valla                           | Daniel Écija                                                  |            |
| 2021 | Reyes de la noche                  | Cristóbal Garrido, Adolfo Valor                               | Minisèrie  |
| 2022 | La última                          | Anaïs Schaaff, Jordi Calafí, Joaquín Oristrell                |            |
| 2022 | La novia gitana                    | Paco Cabezas, Juan Miguel del Castillo, Miguel Trudu          | Minisèrie  |
| 2022 | Tú no eres especial                | Estíbaliz Burgaleta                                           |            |
| 2023 | Camilo Superstar                   | Curro Novallas                                                | Minisèrie  |
| 2023 | Todas las veces que nos enamoramos | Carlos Montero                                                |            |
| 2024 | El Marqués                         | José Ramón Ayerra, Begoña Álvarez Rojas                       | Minisèrie  |
| 2024 | Mamen Mayo                         | Eduard Sola, Miguel Ángel Faura                               |            |

## Premis i nominacions

### Premis Goya
| Any  | Categoria              | Obra           | Resultat | Ref.  |
| ---- | ---------------------- | -------------- | -------- | ----- |
| 2021 | Millor actor revelació | El buen patrón | Nominat  | [ 3 ] |
| 2024 | Millor actor secundari | La casa        | Pendent  | [ 4 ] |

### Premis Feroz
| Any  | Categoria                   | Obra    | Resultat | Ref.  |
| ---- | --------------------------- | ------- | -------- | ----- |
| 2024 | Millor actor de repartiment | La casa | Pendent  | [ 6 ] |

### Altres premis
- Premi Giordano Bruno a la millor trajectòria teatral.
- 2021: XXX Premis de la Unión de Actores: Premi Unión de Actores al millor actor secundari de cinema per El buen patrón.[7]